# Empis purgata
Empis purgata är en tvåvingeart som först beskrevs av Cederhielm 1798.  Empis purgata ingår i släktet Empis och familjen dansflugor. Inga underarter finns listade i Catalogue of Life.